# Rete tranviaria di Zurigo
La rete tranviaria di Zurigo è la rete tranviaria che serve la città svizzera di Zurigo. Composta da quindici linee, si tratta del servizio più esteso del Paese. È gestita dalla società municipale Verkehrsbetriebe Zürich (VBZ).
Lo scartamento della rete è di 1000 mm, mentre l'alimentazione è in corrente continua a 600 V.
I capolinea sono tutti provvisti di anello di ritorno, rendendo possibile l'utilizzo di vetture unidirezionali.

## Linee
- 2 : Schlieren Geissweid - Farbhof – Letzigrund – Stauffacher – Paradeplatz – Bellevue – Bahnhof Tiefenbrunnen
- 3 : Albisrieden – Stauffacher – Hauptbahnhof – Central – Kunsthaus – Klusplatz
- 4 : Bhf. Altstetten Nord – Escher-Wyss-Platz – Hauptbahnhof – Central – Bellevue – Bahnhof Tiefenbrunnen
- 5 : (Zoo –) Kirche Fluntern – Kunsthaus – Bellevue – Bahnhof Enge (– Laubegg)
- 6 : Zoo – Kirche Fluntern – ETH/Universitätsspital – Central – Hauptbahnhof (– Paradeplatz – Bahnhof Enge)
- 7 : Bahnhof Stettbach – Schwamendingerplatz – Milchbuck – Schaffhauserplatz – Central – Hauptbahnhof – Paradeplatz – Bahnhof Enge – Wollishofen
- 8 : Hardturm – Escher-Wyss-Platz – Hardplatz – Stauffacher – Paradeplatz – Bellevue – Bahnhof Stadelhofen – Kreuzplatz – Klusplatz
- 9 : Hirzenbach – Schwamendingerplatz – Milchbuck – ETH/Universitätsspital – Kunsthaus – Bellevue – Paradeplatz – Stauffacher – Heuried (– Triemli)
- 10 : Zürich Flughafen, Fracht – Glattpark – Bahnhof Oerlikon Ost – Milchbuck – ETH/Universitätsspital – Central – Hauptbahnhof (- Bahnhof Enge/Bederstr. – Laubegg – Albisgütli)
- 11 : Auzelg – Glattpark – Bahnhof Oerlikon – Bucheggplatz – Schaffhauserplatz – Hauptbahnhof – Paradeplatz – Bellevue – Bahnhof Stadelhofen – Kreuzplatz – Rehalp
- 12 : Bahnhof Stettbach – Bahnhof Wallisellen – Auzelg – Glattpark – Zürich Flughafen – Zürich Flughafen, Fracht
- 13 : Frankental – Escher-Wyss-Platz – Hauptbahnhof – Paradeplatz – Bahnhof Enge/Bederstr. – Laubegg – Albisgütli
- 14 : Seebach – Bahnhof Oerlikon Ost – Milchbuck – Schaffhauserplatz – Hauptbahnhof – Stauffacher – Heuried – Triemli
- 15 : Bucheggplatz – Schaffhauserplatz – Central – Bellevue – Bahnhof Stadelhofen
- 17 : Werdhölzli – Hardturm – Escher-Wyss-Platz – Hauptbahnhof (– Paradeplatz – Bahnhof Enge/Bederstr. – Laubegg – Albisgütli)

## Trasporto merci

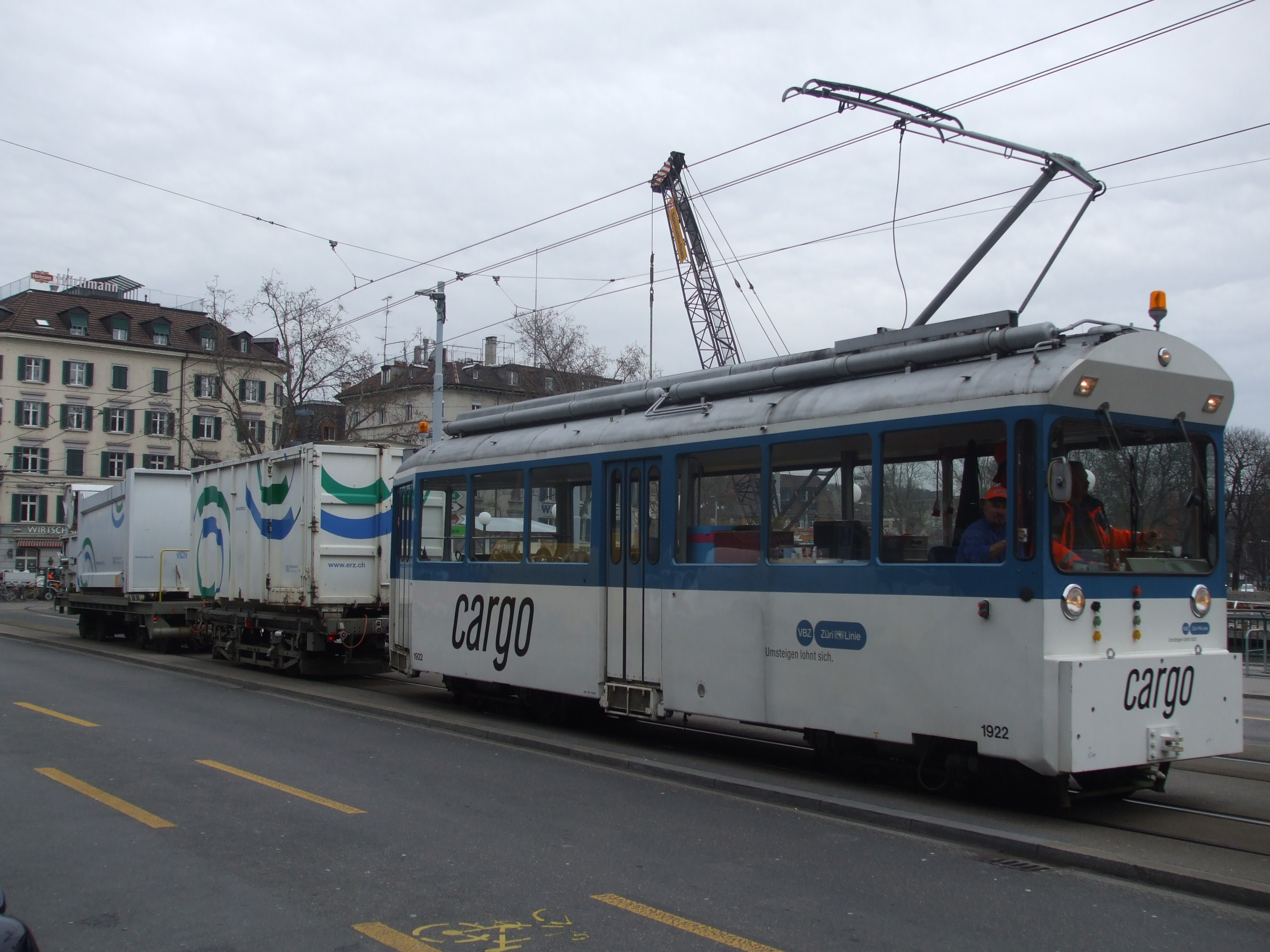
Il tram utilizzato a Zurigo per la raccolta dei rifiuti

Oltre al trasporto passeggeri, la VBZ - in collaborazione con il dipartimento comunale per i rifiuti e il riciclaggio ERZ - gestisce anche un tram merci per la raccolta dei rifiuti ingombranti. Il "Cargo-Tram" è attivo in base ad un calendario mensile prestabilito e sosta per un'intera giornata (dalle 7:00 alle 17:00) in uno dei 10 punti di raccolta sparsi per la città di Zurigo. A fine giornata, i rifiuti raccolti sono poi trasportati nel punto di raccolta centrale tramite un binario di raccordo appositamente costruito al capolinea di Werdhölzli. Il servizio fu introdotto nel 2003 per tentare di ridurre la quantità di rifiuti ingombranti illegalmente abbandonati ogni anno. Nel suo primo anno di attività furono raccolte circa 380 tonnellate di rifiuti. Nel 2006 è stato lanciato anche un E-Tram per incentivare la raccolta di rifiuti elettronici.